# Zygonyx speciosus
Zygonyx speciosus – gatunek ważki z rodziny ważkowatych (Libellulidae). Występuje w środkowo-zachodniej Afryce; stwierdzony w Angoli, Gabonie, Kamerunie i południowo-wschodniej Nigerii, stwierdzenia z Konga i Demokratycznej Republiki Konga wymagają potwierdzenia.